# Louis Adolphe Zentz d'Alnois
Louis Adolphe Zentz d'Alnois, né le 16 juillet 1820 à Cons-la-Grandville et mort le 5 mai 1911 à Nantes, est un général français.

## Biographie
En 1854, il est capitaine, commandant le 12e bataillon de chasseurs à pied.
Le 12 août 1870, il est général de brigade commandant la subdivision de l'Oise.
Le 5 juin 1877, il est nommé général de division, commandant la 6e brigade de cuirassiers (6e division de cavalerie), la 29e division d'infanterie (15e corps d'armée) et les subdivision de région de Toulon, d'Antibes, d'Aix et d'Ajaccio. Commandant du 11e corps d'armée à partir du 16 octobre 1880.

## Distinctions
- Grand officier de la Légion d'honneur [2] par décret du 12 juillet 1880 ; commandeur en 1871.